# 국제 노동 기구
국제 노동 기구(영어: International Labour Organization, ILO)는 노동 문제를 다루는 유엔의 전문기구로서 스위스 제네바에 본부를 두고 있다. 1969년 노벨 평화상을 수상하였다.

## 목표
국제 노동 기구는 자유롭고 평등하고 안전하게 인간의 존엄성을 유지할 수 있는 노동을 보장하는 것을 목표로 한다. 국제 노동 기구는 이러한 당면 과제를 수행하기 위하여 노동기본권, 고용, 사회보장, 사회협력과 같은 분과를 운영하고 있다.

## 역사
1919년에 제1차 세계 대전 이후에 사회 운동가들이 주도한 국제적인 노동자 보호를 호소하는 운동과 무역 경쟁의 형평성 유지, 각국의 노동조합 운동, 러시아 혁명의 영향으로 노동 문제가 큰 정치적인 화제로 떠오른 상황이었다. 그래서 국제적 협조를 통한 노동자의 권리를 보호하여야 한다는 생각이 나타나기 시작했는데, 파리 강화 회의에서 국제 연맹의 자매 기관으로서 국제 노동 기구의 설립이 합의되었으며 베르사유 조약 등의 강화 조약에 약관으로 기재되었다. 헌장의 전문에서는 ‘보편적이고 지속적인 평화는 사회 정의에 의해서만 초래된다’고 명기되어 있다. 초기 참가국은 43개국이었다.
1944년, 제2차 세계 대전동안 활동이 줄어들고 있는 상황에서 필라델피아 선언을 채택하였으며, 전후 활동을 재개하였다. 필라델피아 선언에서 다음의 근본 원칙을 확인하였다.

(a) 노동은 상품이 아니다.

(b) 표현 및 결사의 자유는 계속된 발전을 위해 제약할 수 없다.

(c) 일부의 빈곤은 전체의 번영에 위험한 것이다.

(d) 부족함에 대한 전쟁은 각국 내에서의 불굴의 용지를 갖고 동시에 노동자 및 사용자의 대표자가 정부 대표자와 동등한 지위에서 일반 복지를 증진하기 위해 자유로운 토론과 민주적인 결정에 함께 참여하고, 지속적이고 협조적인 국제적인 노력에 따라 수행할 필요가 있다.

1946년 유엔의 전문기관으로 편입되었고, 1969년 노벨 평화상을 수상하였다. 1977년, 미국은 사회주의 국가에 대한 비판과 이스라엘 지원을 목적으로 탈퇴하였다. 이후 미국은 1980년에 다시 가입하였다. 현 사무총장은 토고의 질베르 옹보(Gilbert Houngbo, 2022년 10월 1일 취임)이다.

## 조직 체제
유엔의 다른 전문기구와 달리 하나의 회원국에서 정부, 고용주, 노동자의 대표가 각각 이사회에 대표를 내보낸다. 현재 아메리카, 아프리카, 유럽-중앙아시아, 아시아-태평양 4개의 지역 본부가 있다. 대한민국은 1991년 유엔 가입과 함께 한국노동조합총연맹이 국제 노동 기구에 가입하였다. (당시 이 연맹만 정식으로 인정받았다.)

## 국제 노동 협약
국제 노동 기구에는 2022년 6월을 기준으로, 190개의 조약과 206개의 권고가 있다. 설립 이래로 국제 노동 기준의 제정을 추진해오고 있으며, 남녀 고용 균등과 동일노동 동일임금의 준수와 강제 노동 및 아동 노동의 퇴치, 이주 노동자 및 가사 노동자의 권리 증진에서도 활동하고 있다. 국제 노동 기구의 총회에서 채택되는 조약을 국제 노동 조약이라고 한다. 이를 비준한 국가에서만 조약이 효력을 얻게 되는데, 채택 시에 반대를 한 회원국도 조약을 자국 내에서 비준 권한이 있는 기관에 제출하여야 한다.

### 10대 기본 협약
국제 노동 기구는 5개 분야에서 각각 2개씩 총 10개의 협약을 기본협약으로 정하고 있다. 2022년 6월 제110차 국제 노동 기구 총회에서 "안전하고 건강한 노동환경" 분야를 기본협약으로 격상하였다.
- 강제노동
  - 강제노동 협약, 제29호
  - 강제노동 폐지 협약, 제105호
- 결사의 자유
  - 결사의 자유 및 단결권 보호에 관한 협약, 제87호
  - 단결권 및 단체교섭권 협약, 제98호
- 차별금지
  - 동등보수 협약, 제100호
  - 차별 (고용과 직업) 협약, 제111호
- 아동노동
  - 취업최저연령에 관한 협약, 제138호
  - 가혹한 형태의 아동노동 철폐에 관한 협약, 제182호
- 안전하고 건강한 노동환경
  - 산업안전보건과 작업환경에 관한 협약, 제155호
  - 산업안전보건 증진체계에 관한 협약, 제187호

## 같이 보기
- 유엔 글로벌 콤팩트